# Chase Sexton
Chase Sexton (Mendota, Illinois, 23 september 1999) is een Amerikaans motorcrosser.

## Carrière
Sexton was een bekende nieuweling, en won in 2016 de AMA Nicky Hayden Amateur Horizon Award, en was de Monster Energy AMA Supercross Nieuweling van het Jaar in 2018.
In 2019 en 2020 won hij twee opeenvolgende seizoen de titel in het AMA Supercross 250cc East Championship op Honda.
In 2021 debuteerde Sexton in de 450cc-klasse. In de supercross raakte hij geblesseerd in ronde 2, waardoor hij tot de 9de ronde uitgeschakeld was en als 8ste eindigde. In de laatste 5 ronden van het seizoen behaalde hij 3 podiumplaatsen en zijn hoogste finish was een 2de plaats. Hij werd 12de in de eindstand. In de motorcross won Chase 1 wedstrijd in Washougal, maar miste de laatste 2 ronden, waardoor hij op de 5de plaats eindigde in het eindklassement.
In 2022 behaalde Sexton zijn eerste overwinning in de hoogste klasse in San Diego in ronde 3 van het AMA Supercross Championship. In het AMA Motocross Championship vocht hij tot de allerlaatste ronde tegen meervoudig kampioen Eli Tomac, waarbij hij zijn eerste titel in de hoogste klasse van 450cc met 7 punten miste. Hij was ook lid van het Amerikaanse Motorcross der Naties-team naast Eli Tomac en Justin Cooper in 2022, waar ze op de eerste plaats eindigden.
Voor het Supercross-seizoen van 2023 won Sexton de eerste 450cc-titel sinds 2003 voor Honda, met 6 overwinningen en 13 podiumplaatsen. Bij het ingaan van ronde 16 had hij 18 punten achterstand op leider Eli Tomac. Hij verliet het evenement echter met een voorsprong van 8 punten nadat Tomac een blessure opliep. Sexton werd 2de bij de eerste AMA Motocross-ronde. Hij werd daarna aan de kant gezet vanwege ziekte tot ronde 5.
Op maandag 9 oktober 2023 werd aangekondigd dat Sexton Honda zou verlaten, het team waar hij zijn hele professionele carrière mee had gereden, en zich bij het Red Bull KTM fabrieksraceteam zou voegen voor een tweejarig contract. Hij veranderde ook zijn AMA-nummer van 23 naar nummer 4.
In 2024 werd Sexton derde in de eindstand van het SX Championship, waarin hij twee wedstrijden wist te winnen. In het MX Championship werd hij kampioen.

## Palmares
- AMA 250cc SX East: 2019
- AMA 250cc SX East: 2020
- AMA 450cc Nationals: 2022
- Motorcross der Naties: 2022
- AMA 450cc SX: 2023
- AMA 450cc SX: 2024
- AMA 450cc Nationals: 2024